# Be Cool – Jeder ist auf der Suche nach dem nächsten großen Hit
Be Cool – Jeder ist auf der Suche nach dem nächsten großen Hit ist eine US-amerikanische Filmkomödie mit Uma Thurman und John Travolta aus dem Jahr 2005. Sie ist eine Verfilmung des gleichnamigen Romans von Elmore Leonard aus dem Jahr 1999 und gleichzeitig eine Fortsetzung der Komödie Schnappt Shorty aus dem Jahr 1995.

## Handlung
Chili Palmer ist wieder da und er hat das Filmgeschäft einfach satt. Da kommt ihm das Unglück eines anderen gerade recht. Musik-Produzent Tommy Athens wollte, dass Chili einen Film über ihn dreht. Er wird vor seinen Augen von der Russenmafia erschossen und hinterlässt seiner Frau Edie das finanziell schwer angeschlagene Label NTL-Records und 300.000 Dollar Schulden bei dem Produzenten Sin LaSalle. Der kreuzt auch gleich mit einer Horde Gangsterrapper auf und fordert sein Geld. Chili kann einen Aufschub erreichen. Die große Hoffnung von NTL-Records ruht auf Linda Moon, einer talentierten Sängerin, die jedoch beim großen Konkurrenten Nick Carr unter Vertrag steht. Außerdem sind da noch ihr Manager Raji und dessen schwuler Bodyguard Elliot.
Chili löst Lindas Vertrag gewaltsam auf, freundet sich nebenbei schnell mit Elliot an und verspricht, ihm ein Vorsprechen für einen Film zu besorgen. Nick Carr beschließt daraufhin, Chili liquidieren zu lassen. Raji heuert den Killer Joe Loop an. Der erschießt dann jedoch nicht Chili, sondern einen anderen Killer der Russenmafia. Schließlich ist Chili Mordzeuge. Raji tötet anschließend Joe Loop mit einem Baseballschläger und wird dafür von Nick Carr zusammengeschissen. Elliot ist sauer auf Chili, weil er ihm noch kein Vorsprechen besorgt hat. Er versucht, ihn mit demselben Baseballschläger zu erledigen, was jedoch misslingt. Chili ermahnt ihn, geduldig zu sein. Er und Edie haben Linda Moon inzwischen einen Gastauftritt bei Aerosmith besorgt. Nick Carr bietet Chili Linda Moons Vertrag an, den er in einem Laden der Russenmafia hinterlegt hat. Chili lässt sich nicht täuschen und gibt der Polizei einen Tipp. Unterdessen versucht Raji auf Drängen von Elliot Nick Carr zu beseitigen und bringt ihn bei Sin LaSalle in Verruf. Gleichzeitig tauchen auch einige Vertreter der Russenmafia auf, die auf Nick sauer sind, weil statt Chili die Polizei nach Linda Moons Vertrag gefragt hat.
Einige Russen werden von Sin LaSalle erschossen, nachdem sie ihn beleidigt haben. Nick Carr kann Sin überzeugen, ihn leben zu lassen. Auch Raji kommt nochmal davon. Sin will jetzt sein Geld und taucht bei Chili und Edie auf. Nachdem Chili ihm Linda Moons Songs vorgespielt hat, erklärt er sich bereit, sie zu produzieren und dafür die Schulden zu vergessen. Später nehmen Nick, Raji und Elliot Edie als Geisel und zwingen Chili, den Vertrag zurückzugeben, der auf den Russenladen verweist. Als Elliot sie dann erschießen will, erinnert ihn Chili an das Vorsprechen, und Elliot greift stattdessen Raji an, der Chilis Anruf auf dem Anrufbeantworter gelöscht hatte. Als Nick Carr den Vertrag von den Russen holen will, bekommt er stattdessen den Baseballschläger, mit dem Joe Loop umgebracht wurde und den Chili dort hatte hinterlegen lassen. Nick wird verhaftet, Linda hat mit Hilfe von Chili, Edie und Sin LaSalle Erfolg und Elliot bekommt eine Rolle in einem Nicole-Kidman-Film.

## Kritiken
Der Film erhielt überwiegend negative Kritiken und erreichte bei Rotten Tomatoes eine Bewertung von 30 %, basierend auf 169 Kritiken. Bei Metacritic konnte ein Metascore von 37, basierend auf 38 Kritiken, erzielt werden.

„Sequel des Erfolgsfilms ‚Schnappt Shorty‘ (1995), das als überdrehte Nummernrevue sich selbst parodierender Stars aus dem Film- und Musikgeschäft funktioniert, dessen Gags allerdings weder besonders originell noch geistreich sind.“

James Berardinelli schrieb auf ReelViews, der Film werde die Fans der Komödie Schnappt Shorty enttäuschen. Er lobte lediglich die „geistreichen“ („witty“) Dialoge und einige Nebendarsteller, vor allem Christina Milian, Cedric the Entertainer, Harvey Keitel und The Rock.
Roger Ebert schrieb in der Chicago Sun-Times vom 4. März 2005, der Film sei mit den üblichen Problemen der Fortsetzungen belastet und verglich den Geist des Films mit jenem eines „Bürokraten“. Eine Tanzszene mit Uma Thurman und John Travolta verglich er mit der Tanzszene mit denselben Schauspielern im Film Pulp Fiction, doch die im Film Be Cool bezeichnete er als „kompetent“ („competent“), aber emotionslos.

## Auszeichnungen
Der Film erhielt im Jahr 2005 vier Nominierungen für den Teen Choice Award und vier Nominierungen für den BET Comedy Award. Er wurde außerdem für den World Stunt Award nominiert.

## Hintergründe
Die Produktionskosten betrugen ca. 53 Millionen US-Dollar. Der Film spielte in den Kinos weltweit ca. 95 Millionen US-Dollar, darunter ca. 56 Millionen US-Dollar in den USA.
In Gastauftritten sind die Black Eyed Peas, Seth Green, Gene Simmons, Sérgio Mendes, Wyclef Jean, Fred Durst, Gwen Stefani, RZA, und die Pussycat Dolls zu sehen (letztere nur für wenige Sekunden bei der Preisverleihung am Ende des Films im Publikum hinter Hy Gordon und den DubMDs).